# Iglesia de Santa Marina (Aréjola)
La iglesia de Santa Marina es un edificio situado en la anteiglesia española de Aréjola, en la provincia de Álava.

## Descripción
El edificio se encuentra en la anteiglesia española de Aréjola, del municipio de Aramayona, perteneciente a la provincia de Álava, en la comunidad autónoma del País Vasco. Se menciona como iglesia parroquial del lugar en el tercer volumen del Diccionario geográfico-estadístico-histórico de España y sus posesiones de Ultramar de Pascual Madoz, donde aparece descrita con las siguientes palabras: «La igl. parr. (Sta. Marina), la sirve un beneficiado que presenta el diocesano». En el tomo de la Geografía general del País Vasco-Navarro dedicado a Álava y escrito por Vicente Vera y López, se dice lo siguiente: «Su parroquia, de categoría rural de segunda clase, está dedicada á Santa Marina y pertenece al arciprestazgo de Villarreal».